# Birgitta van York

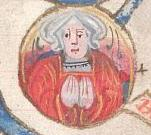
Birgitta van York.

Birgitta van York (Londen, 10 november 1480 - Dartford, 1517) was een Engelse prinses die behoorde tot het huis York.

## Levensloop
Birgitta was de zevende en jongste dochter van koning Eduard IV van Engeland uit diens huwelijk met Elizabeth Woodville, dochter van Richard Woodville, de eerste Graaf Rivers. Een dag na haar geboorte werd ze gedoopt door Edward Story, de bisschop van Chichester. Haar grootmoeder langs vaderskant Cecily Neville en haar oudere zus Elizabeth van York stonden als peettantes aan de doopvont. Vermoedelijk werd ze vernoemd naar de heilige Birgitta van Zweden.
Mogelijk hadden haar ouders bij haar geboorte bepaald dat ze een religieus leven zou gaan volgen. Ze werd ergens tussen 1486 en 1492 aan de priorij van Dartford toevertrouwd en werd daar kloosterzuster. In 1492 kreeg ze de toelating om het klooster even te verlaten voor de begrafenis van haar moeder. Wel correspondeerde ze haar hele leven lang met haar zus Elizabeth, die ook instond voor haar kleinere uitgaven. Elizabeth financierde eveneens de kleinere uitgaven van Agnes van Eltham, die ook in de priorij van Dartford leefde. Dit leidde tot het gerucht dat Birgitta de moeder van Agnes was, hetgeen evenwel nooit aangetoond werd.
Birgitta van York overleed in het jaar 1517.